# Lisa vs. Malibu Stacy
«Lisa vs. Malibu Stacy» (рус. Лиза против Стейси Малибу) — четырнадцатый эпизод пятого сезона мультсериала «Симпсоны». Премьера эпизода состоялась 17 февраля 1994 года.

## Сюжет
В продаже в Спрингфилде появляется обновленная кукла Малибу Стейси (аналог Барби), которая научилась «говорить». Все девочки в Спрингфилде счастливы — за исключением Лизы; она считает, что Стейси, не способная ни на что, кроме глупой болтовни, внушает детям ложные идеалы. Через Уэйлона Смитерса, обладателя огромной коллекции кукол Стейси, она находит её создательницу — Стейси Лавелл — и предлагает ей поработать над куклой, которая учила бы детей действительно важным вещам. Лавелл соглашается, и вскоре на прилавках магазинов появляется новая игрушка, названная «Лиза Львиное Сердце»; однако в это же время выходит в продажу очередная Стейси Малибу «в новой шляпке», и поэтому на куклу Лизы никто не обращает внимания. Лиза кажется расстроенной, но тут она видит девочку, пришедшая в магазин, когда все Стейси были уже распроданы, — та подходит к стеллажу с «Лизами Львиное Сердце» и, видимо, решает купить одну, — и настроение у неё опять поднимается. В конце Гомер наигрывает на напольных клавишах пианино мелодию заключительной песни (после титров) Симпсонов.

## Культурные отсылки
- Сцена, где Гомер танцует на огромных клавишах пианино, вмонтированных в пол, — пародия на сцену из фильма «Большой».
- История куклы Стейси Малибу почти полностью повторяет историю легендарной куклы Барби, включая скандал с говорящей моделью.
- В одной из сцен Стейси Ловелл перечисляет своих бывших мужей:
  - Кен (англ. Ken) — отсылка к другу куклы Барби Кену
  - Джо — отсылка к Солдату Джо (англ. G.I. Joe) — игрушечному солдатику, выпускаемому компанией Hasbro
  - Доктор Колосс (англ. Doctor Colossus) — персонаж, который появился в некоторых более поздних эпизодах Симпсонов[1]
  - Стив Остин (англ. Steve Austin) — отсылка к одноименному герою романа «Киборг» Мартина Кэйдина.